# 秀姑巒山
秀姑巒山，布農族稱為馬霍拉斯山（巒社群布農語：:226、:62,75、郡社群布農語：、東埔布農：:61,74），是台灣中央山脈中段最高山彙中心的一座高山，標高3,825公尺，為中央山脈最高峰，台灣第三高山，僅次於玉山和雪山，山頂設有二等三角點1691號，國土測繪中心最新圖資標記基點西南方約80多公尺處最高峰標高3829公尺，位於南投縣信義鄉東埔村與花蓮縣卓溪鄉立山村的交界，玉山國家公園範圍內。在著名的台灣百岳之中排名第6。秀姑巒山與百岳中的玉山、雪山、南湖大山、北大武山合稱，為台灣最具代表性的五座高山，氣勢磅礡，雄霸一方。

## 名由
《花蓮縣志》：「秀姑巒」是阿美語的台語音譯，其義為「在河口」，原指「秀姑巒溪出海口（大港口）的小島」獅球嶼，文獻中還有「芝波蘭」、「泗波闌」、「薛波闌」、「芝舞闌」、「繡孤鸞」、「秀孤鸞」、「秀姑蘭」等台語音譯寫法，在清治時此名也用做溪名指稱秀姑巒溪，與山名指稱此溪最高源頭高山、與八通關在後山相對、後山最高峰。
秀姑巒山為布農族巒社群、郡社群兩大社群從濁水溪水系往東台灣秀姑巒溪水系、卑南溪水系、南台灣高屏溪水系遷徙路線的必經要地，稱作「馬霍拉斯山（巒社群布農語：:226）」，意指「白髮蒼蒼的老人」，形容此山在冬季時分的積雪山頂有如白髮老人。日治時期1896年陸軍步兵中尉長野義虎在中央山脈東西來回橫斷的探險報告中以漢字記載此山為並以片假名標註「 (Mahorasu)山」（發音馬霍拉斯近於布農語）。之後的測繪地圖都以漢字定名此山為秀姑巒山，而將北側犄角對峙原本布農語稱為「烏拉孟山」的中央山脈第二高山誤植為「馬博拉斯山」，又將東北方十多公里外「丹大東郡橫斷」的另一座山定名為同音的「裏門山」（日语：／ Uramon，日語意為「後門」），連串錯誤沿用至今。
東埔布農稱此山為，意為很尖的山；被移住到撒里頓（Saliton，漢名又稱明德村）的巒社群亦有稱為，意為白色，亦為形容冬季下雪時山頂呈白色狀。:61-62,74-75

## 山形
分別為中央山脈的最高峰與第二高峰，秀姑巒山與北側的馬博拉斯山對峙成犄角之狀。往南連接大水窟山稜脈的鞍部平緩寬廣，稱為「秀姑坪」，由此處往北綿延至馬博拉斯山原為一整片茂密的玉山圓柏純林，因遭森林大火燒毀，在秀姑坪殘留下一株株雪白枯木，形成台灣著名的三大白木林奇觀之一，另外兩處則分別在玉山西峰與雪山。秀姑巒山山容壯麗，南脊峽瘦而北脊寬闊，不論由玉山東望或由大水窟山北眺，其山勢都猶如高原上一座有三個圓凸的高峰。